# Bill Maclagan
Pour les articles homonymes, voir Maclagan.

a Compétitions nationales et continentales officielles uniquement.

b Matchs officiels uniquement.
William « Bill » Edward Maclagan, né le 5 avril 1858 à Édimbourg (Écosse), mort dans la même ville le 10 octobre 1926 est un joueur et dirigeant de rugby à XV écossais. Il évolue au poste d'arrière et à l'occasion ailier ou centre. Bill Maclagan obtient 26 sélections, il est le capitaine de l'Écosse à huit reprises. Il fait partie de la tournée des Lions britanniques 1891, dont il est le capitaine.
Bill Maclagan a connu deux sélections pour l'Écosse en cricket. Il devient président de la Scottish Rugby Union en 1894-1896, il siège au conseil de l'IRB de 1894 à 1897.

## Biographie
Il étudie à l'Edinburgh Academy (1869-1875), il joue au rugby au club de l'Edinburgh Academical Football Club, il y honore sa première cape internationale avec l'Écosse en 1878. Il débute au poste d'arrière contre l'Angleterre pour un match nul 0 partout au Kennington Oval, à Londres(c'est seulement la neuvième rencontre internationale de l'Écosse).
En 1879, Maclagan est à nouveau retenu comme arrière, et après une victoire contre l'Irlande, dans le deuxième match entre les deux nations (voir Écosse-Irlande en rugby à XV), Maclagan joue contre l'Angleterre pour la première rencontre comptant pour le trophée de la Calcutta Cup. La première Calcutta Cup est disputée à Raeburn Place à Édimbourg le 10 mars 1879 et se solde par un match nul, l'Écosse inscrivant un drop et l'Angleterre une pénalité.
Après deux autres matches disputés en 1880 au poste d'arrière, Bill Maclagan occupe le poste de trois-quarts en équipe nationale à compter de 1881. Il rejoint Londres en 1880 et évolue alors pour les London Scottish.
Bill Maclagan joue contre les Irlandais et les Anglais en 1880, 1881 et 1882. Le pays de Galles débute un peu plus tard sur le plan international avec des matches contre l'Angleterre en 1881, l'Irlande en 1882 et l'Écosse en 1883.
Les confrontations entre l'Écosse et le pays de Galles débutent donc sur le plan international le 8 janvier 1883 à Raeburn Place (Édimbourg), c'est l'Écosse qui reçoit et bat le pays de Galles par 9 points à 3. C'est la première édition (de ce qui devient le Tournoi des Six Nations en 2000) du tournoi britannique de rugby à XV 1882-1883. Les Gallois sont battus avec trois essais encaissés tous transformés par Maclagan, il ouvre à l'occasion son compteur international. Maclagan réussit encore une transformation contre l'Irlande, mais l'Écosse perd contre l'Angleterre, avec la Triple Couronne et le Championnat en enjeu.
La saison suivante, Bill Maclagan devient le capitaine de l'équipe nationale qui connaît le même parcours : victoire contre les Gallois et les Irlandais, défaite contre les Anglais, qui remportent le tournoi. Ce match est à l'origine d'une brouille entre la Scottish Rugby Union et la Rugby Football Union. En 1885, les Écossais refusent d'affronter les Anglais.
Bill Maclagan n'est pas retenu pour les rencontres de la saison 1886, après avoir joué les dix-huit rencontres consécutives disputées par l'Écosse. Il est remplacé par Reginald Morrison du club d'Edinburgh University. L'Écosse remporte le tournoi pour la première fois en 1886. Cette performance est rééditée en 1887 avec la présence de Bill Maclagan dans l'équipe. Même s'il n'est plus le capitaine, Maclagan inscrit son premier essai à l'occasion du match contre l'Irlande à Belfast pour sa dix-neuvième cape, et il récidive contre le pays de Galles. L'Écosse concède un match nul contre l'Angleterre, c'est cependant suffisant pour remporter un deuxième tournoi, le premier pour Bill Maclagan.
1887 est marquée par la naissance de l'International Rugby Board. À la suite du désaccord entre l'Écosse et l'Angleterre au sujet de la légitimité d'un essai en 1884, l'idée a germé de créer une instance neutre permettant de gérer tout litige. L'IRFB (International Rugby Football Board) est créée par les fédérations d'Écosse, d'Irlande et du pays de Galles. L'Angleterre refuse de rejoindre l'IRB et elle est exclue du tournoi 1888. Maclagan joue toutes les rencontres de ce tournoi, mais ne joue pas l'édition 1889. Macalagan est de nouveau capitaine pour sa dernière saison avec l'Écosse en 1889, inscrivant un essai pour le match d'ouverture contre le pays de Galles à l'Arms Park de Cardiff. Il obtient sa dernière cape contre l'Angleterre, totalisant 26 capes internationales, record national de l'époque pour un joueur de rugby écossais.
Bill Maclagan fait partie de la tournée des Lions britanniques 1891, série gagnée en Afrique du Sud avec non seulement trois victoires en test matches, mais dix-sept autres victoires en autant de rencontres disputées. Il en est le capitaine et il dispute 19 des 20 matches.
En 1894, il devient le 22e président de la Fédération écossaise de rugby à XV.

## Statistiques en équipe nationale
De 1878 à 1890, Bill Maclagan dispute 26 matches avec l'équipe d'Écosse au cours desquels il marque trois essais et réussit quatre transformations. Il est le capitaine de l'Écosse à huit reprises.